# Udenbys Klædebo Kvarter
Udenbys Klædebo Kvarter er et matrikulært kvarter i København som blev udskilt af Klædebo Kvarter i 1813. Kvarteret omfatter i det store og hele bydelene Nørrebro og Østerbro. Området omkring havnen hører dog til Østervold Kvarter og Frihavnskvarteret.
Kvarteret blev i 1871 underopdelt i 13 roder til brug for skatteopkrævning: Blågårds Rode, Kirkegårds Rode, Havremarkens Rode, Ravnsborg Rode, Blegdams Rode, Skt. Hans Rode, Fælled Rode, Østerbros Rode, Kalkbrænderiets Rode, Øresunds Rode, Skt. Jakobs Kirkes Rode, Strandvejens Rode og Lersøens Rode.
I dag er antallet af roder væsentligt større, men roderne anvendes nu ikke længere til brug for skatteopkrævning og følger i øvrigt bydelsgrænser frem for kvartersgrænser.